# Stephan Dörner

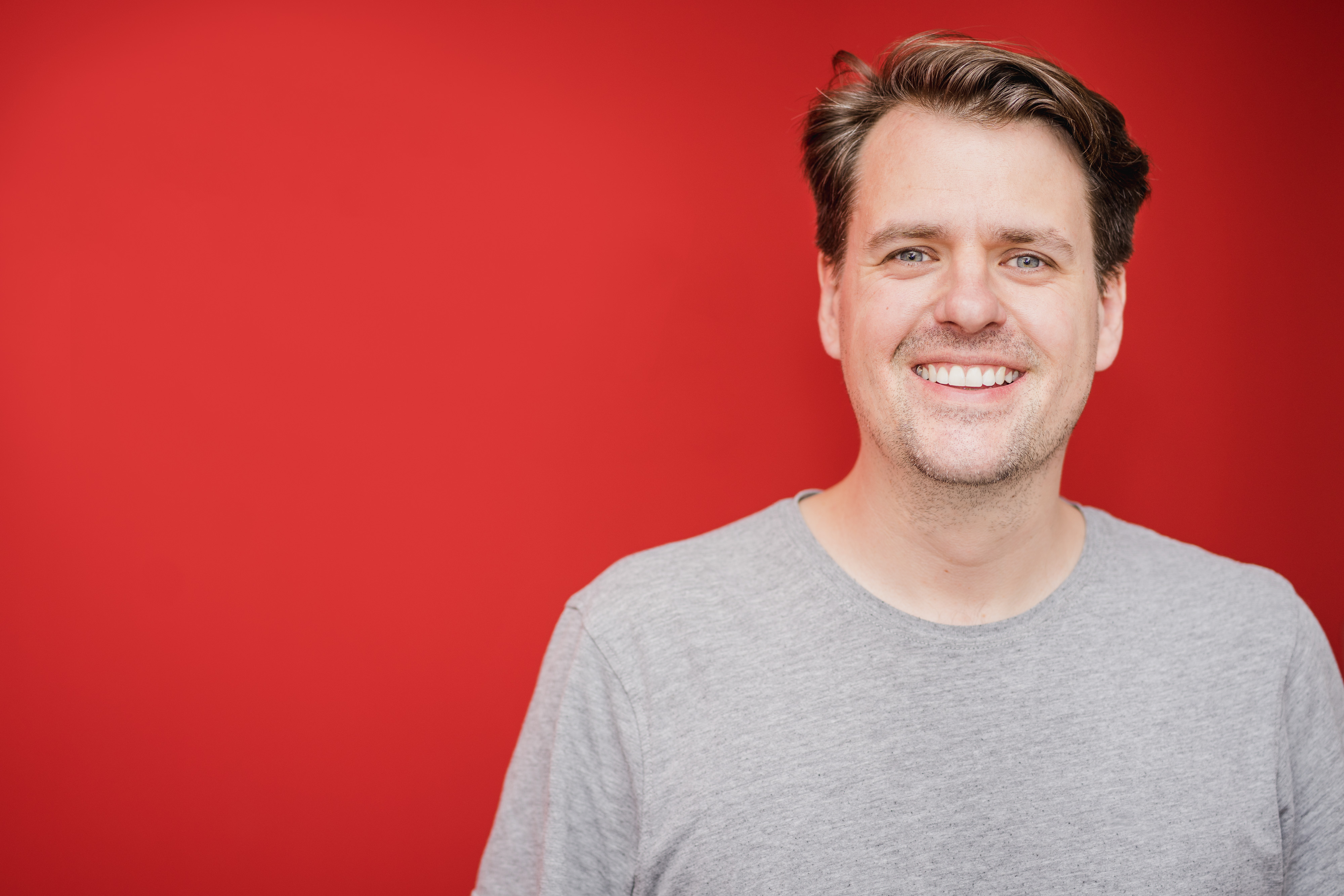
Stephan Dörner

Stephan Dörner (* 1982 in Düsseldorf) ist ein Kommunikationsberater und ehemaliger deutscher Journalist. Als Journalist war er unter anderem Chefredakteur von t3n.de.

## Leben
Nach dem Abitur studierte Dörner von 2004 bis 2008 die Fächer Soziologie, Politikwissenschaft und Kommunikationswissenschaft an der Heinrich-Heine-Universität Düsseldorf und schloss mit dem Bachelor ab. Währenddessen entwickelte er mit anderen Studierenden eine Plattform für kostenlose Weblogs, woraus später eine Web- und Social-Media-Agentur entstand.
Seine berufliche Laufbahn begann Dörner als freier Mitarbeiter der Rheinischen Post und des Handelsblatts. 2012 trat er eine Festanstellung beim Handelsblatt an und wechselte noch im selben Jahr als Experte für Technologiethemen zur deutschsprachigen Ausgabe des Wall Street Journal. 2015 kam Dörner schließlich als Redakteur zur Tageszeitung Die Welt, bevor er 2016 die Chefredaktion von t3n.de übernahm. Dort löste er den bisherigen Redaktionsleiter Florian Blaschke ab, um t3n.de stärker als Magazin für die wichtigsten Themen der Digitalwirtschaft zu etablieren.
Im Juli 2020 verließ Dörner die Redaktion und wechselte in die Privatwirtschaft.
Er setzt sich für ein bedingungsloses Grundeinkommen ein.

## Publikationen
- Luxusprobleme: Wie das Paradoxon der digitalen Ökonomie überwunden werden kann. In: Digital Fix – Fix Digital: Wie wir die digitale Welt von Grund auf erneuern können. Next Factory Ottensen, Hamburg 2018, ISBN 978-3-9818711-3-5, S. 122.
- Winkt der Verlagsbranche das IBM- oder das Compaq-Schicksal? In: C. Kappes, J. Krone, L. Novy (Hrsg.): Medienwandel kompakt 2011–2013. Springer Verlag, Wiesbaden 2014, ISBN 978-3-658-00849-9, S. 319–321.